# Arabidopsis cebennensis
Arabidopsis cebennensis (DC.) O'Kane & Al-Shehbaz è una piccola pianta angiosperme appartenente alla famiglia delle Brassicaceae. È indigena del sud della Francia.